# Umberto Bernardini (politico)
Umberto Bernardini (Urbino, 27 luglio 1942 – 4 ottobre 2013) è stato un politico e filosofo italiano, presidente della Provincia di Pesaro e Urbino dal 1993 al 1999.

## Biografia
Docente di filosofia morale all'Università di Urbino; attivo in politica dagli anni '60 con il Partito Comunista Italiano, dal 1964 è consigliere comunale a Urbino, dove dal 1965 al 1975 ricopre anche il ruolo di assessore all'urbanistica. Diventa poi assessore provinciale a Pesaro e Urbino nella giunta presieduta da Vito Rosaspina. Dal 1985 al 1990 è consigliere regionale della Marche per il PCI.
Dopo la svolta della Bolognina aderisce al Partito Democratico della Sinistra; nuovamente membro del consiglio provinciale di Pesaro e Urbino, viene eletto da esso come Presidente della provincia il 30 marzo 1993. Viene poi confermato nella carica anche alle prime elezioni dirette da parte dei cittadini nel 1995 con il 62,5% dei voti. Rimane in carica fino al termine del mandato, nel giugno 1999.
Si è spento a 71 anni, nell'ottobre del 2013.